# Brannigan
Brannigan is een Britse film uit 1975 onder regie van Douglas Hickox.

## Verhaal
Lieutenant Jim Brannigan (John Wayne) van het Chicago Police Department wordt naar Londen gestuurd om de Amerikaanse gangster Ben Larkin (John Vernon) op te halen. Hij krijgt in Londen assistentie van Jennifer (Judy Geeson) van de lokale politie. Alvorens hij Larkin kan ophalen wordt deze ontvoerd door Mel Fields (Mel Ferrer) en zal Brannigan in Londen op zoek moeten naar de gangster. Zijn ongewone Amerikaanse manier van werken stuit op heel wat tegenstand bij de Britse autoriteiten. Om te voorkomen dat Larkin uitgeleverd wordt zet deze een contract op Brannigans’ hoofd. Een huurmoordenaar genaamd Gorman (Daniel Pilon), gaat achter Brannigan aan.

## Rolverdeling
| Acteur               | Personage            |
| -------------------- | -------------------- |
| John Wayne           | James Brannigan      |
| Richard Attenborough | Commander Swann      |
| Mel Ferrer           | Mel Fields           |
| Judy Geeson          | Jennifer             |
| John Vernon          | Ben Larkin           |
| Daniel Pilon         | Gorman               |
| Ralph Meeker         | Captain Moretti      |
| Lesley-Anne Down     | Luana                |
| Barry Dennen         | Julian               |
| John Stride          | Insp. Michael Traven |
| James Booth          | Charlie-the-Handle   |
| Arthur Batanides     | Angell               |
| Pauline Delaney      | Mrs. Cooper          |
| Del Henney           | Drexel               |
| Brian Glover         | Jimmy-the-Bet        |
| Don Henderson        | Geef                 |